# 1944 (numero)
Millenovecentoquarantaquattro (1944) è il numero naturale dopo il 1943 e prima del 1945.

## Proprietà matematiche
- È un numero pari.
- È un numero composto da 24 divisori: 1, 2, 3, 4, 6, 8, 9, 12, 18, 24, 27, 36, 54, 72, 81, 108, 162, 216, 243, 324, 486, 648, 972, 1944. Poiché la somma dei suoi divisori (escluso il numero stesso) è 3516 > 1944, è un numero abbondante.
- È un numero potente.
- È un numero semiperfetto in quanto pari alla somma di alcuni (o tutti) i suoi divisori.
- È un numero rifattorizzabile in quanto divisibile per il numero dei propri divisori.
- È un numero intoccabile.
- È un numero di Harshad nel sistema numerico decimale, cioè è divisibile per la somma delle sue cifre.
- È un numero di Ulam.
- È un numero congruente.
- È un numero pratico.
- È un numero malvagio.
- È parte delle terne pitagoriche (567, 1944, 2025), (810, 1944, 2106), (1458, 1944, 2430), (1755, 1944, 2619), (1944, 2592, 3240), (1944, 3645, 4131), (1944, 4158, 4590), (1944, 5670, 5994), (1944, 6417, 6705), (1944, 8640, 8856), (1944, 11583, 11745), (1944, 13050, 13194), (1944, 17442, 17550), (1944, 19635, 19731), (1944, 26208, 26280), (1944, 34965, 35019), (1944, 39342, 39390), (1944, 52470, 52506), (1944, 59033, 59065), (1944, 78720, 78744), (1944, 104967, 104985), (1944, 118090, 118106), (1944, 157458, 157470), (1944, 236192, 236200), (1944, 314925, 314931), (1944, 472390, 472394), (1944, 944783, 944785).

## Astronomia
- 1944 Günter è un asteroide della fascia principale del sistema solare.

## Astronautica
- Cosmos 1944 è un satellite artificiale russo.